# Anisa Petrova
Anisa Petrova (Аниса Петрова), (ur. 23 grudnia 1970) – uzbecka szpadzistka, uczestniczka igrzysk olimpijskich w Sydney (2000).

## Występy na igrzyskach olimpijskich
Petrova tylko raz występowała na igrzyskach olimpijskich. Wystartowała w Sydney w turnieju szpady. Rozegrała jedną walkę przegraną z Niemką Katją Nass w stosunku 15:8. Została sklasyfikowana na 37. miejscu.